# Есарт ле Роа
Есарт ле Роа (фр. Essarts-le-Roi) насеље је и општина у Француској у региону Париски регион, у департману Ивлен која припада префектури Рамбује.
По подацима из 2011. године у општини је живело 6298 становника, а густина насељености је износила 325,98 становника/km². Општина се простире на површини од 19,32 km². Налази се на средњој надморској висини од 173 метара (максималној 181 m, а минималној 115 m).

## Демографија
| 1962. | 1968. | 1975. | 1982. | 1990. | 2011. |
| ----- | ----- | ----- | ----- | ----- | ----- |
| 1.735 | 2.045 | 3.254 | 4.876 | 5.565 | 6.298 |

График промене броја становника у току последњих година